# گلیز ۶۷۴
گلیز ۶۷۴ یک ستاره است که در صورت فلکی آتشدان قرار دارد.